# Istriotska književnost
Istriotska književnost, naziv za sva književna djela nastala na istriotskom jeziku, skupinu predmletačkih autohtonih romanskih govora istarskog poluotoka, a čini jezični otok na jugu Istre. Premda je dosta sužen, dosta ga potiskuje istromletački te je dosta venecijaniziran, i današnji broj govornika je sužena na samo mahom starijih 3000 govornika u samo šest mjesta - Rovinju, Vodnjanu, Fažani, Galižani, Balama i Šišanu, postoji nekoliko rječnika istriotskih govora i vrijedna književna produkcija na istriotskom. Na rovinjskome su pisali Ligio Zanini i Giusto Curto, na vodnjanskome piše Loredana Bogliun, a na balskome Romina Floris. Istriotski je podrijetlom izravno od srednjovjekovnog latinskog, pa pravi početci istriotske književnosti počinju u vremenskom pojasu u kojem je srednjovjekovni latinski prešao u istriotski.